# Casa Museo Julia Codesido
La Casa Museo Julia Codesido es una casa museo ubicada en el distrito de Pueblo Libre, en Lima, y dedicada a la pintora indigenista peruana Julia Codesido.
La residencia donde habitó Codesido, proyectada por José Sabogal, se encuentra rodeada de jardines. La vivienda ha sido reformada para mostrar un espacio museístico donde se muestra el trabajo de la artista. Uno de los ambientes es el taller en el que Codesido dedicó horas al estudio de la técnica pictórica. En otro se exhibe una colección de sus cuadros, entre los que se encuentran:
- Simón Bolivar, 1951. Óleo sobre tela. 151 x 107 cm.
- Retrato de Sabogal, 1957. Óleo sobre tela. 75 x 60 cm.
- La Palabra, ca. 1970. Óleo sobre tela. 127 x 95,5 cm.
- El pescador, ca. 1965. Óleo sobre tela. 70 x 112cm.